# Awesome Oscillator
Awesome Oscillator (AO) je indikátor technické analýzy, který vynalezl obchodník Bill Williams. Indikátor je založen na bázi dvou klouzavých průměrů (obvyklé nastavení 5 denní MVA a 35 MVA). Tyto klouzavé průměry jsou zachyceny z hlediska jejich dynamiky ve formě histogramu, který je zobrazen v platformě pod grafem ceny aktiva. Technický analytik zkoumá sloupce histogramu a jejich barvu či výšku.

## Charakteristika sloupců
Barva sloupce vychází z dynamiky mezery mezi zmíněnými klouzavými průměry. Jestliže se sloupce nacházejí v kladných hodnotách a mezera má tendenci se rozšiřovat, sloupec je zelený. Když se mezera smršťuje, sloupce jsou červené. Sloupce pod nulovou hodnotou jsou červené v případě rozšíření mezery. Naopak při zmenšování mezery v tomto případě se stává sloupec zeleným a je naznačen rostoucí trend.
Výška sloupce zachycuje rozdíl dvou klouzavých průměrů. Při rostoucím trendu se zobrazují sloupce nad nulovou hodnotou. Na druhé straně při klesajícím trendu se sloupce dostávají pod nulovou hodnotu.

## Využití
Indikátor Awesome Oscillator poskytuje několik signálů pro obchodní rozhodnutí. Nákupním signálem je protnutí nulové linie směrem nahoru (barva sloupce je logicky zelená). Při prodejním signálu se dá považovat protnutí nulové hodnoty směrem dolů (sloupce jsou červené). Dalším signálem je samotná změna barvy sloupce, kdy zelený sloupec signalizuje rostoucí trend a červený sloupec naopak klesající trend.